# Józsefvárosi zsinagóga
A Józsefvárosi zsinagóga (románul: Sinagoga din Iosefin) zsidó imahely Temesváron. Józsefváros városrészben, a Iuliu Maniu sugárút (Bulevardul Iuliu Maniu, korábban Fröbel utca) 55. szám alatt. A város zsinagógái közül egyedüliként ma is használatban van.

## Történelem
1906 és 1910 között épült az ortodox zsidó hitközség számára, Schück Bernát rabbi vezetése alatt. Terveit Karl Hart készítette historizáló eklektikus stílusban, mór elemekkel.